# Кейн, Лори
Лори Кейн (англ. Laurie Koehn; род. 13 мая 1982 года в Ньютоне, Канзас, США) — американская профессиональная баскетболистка, выступавшая в женской национальной баскетбольной ассоциации. На драфте ВНБА 2005 года она не была выбрана ни одной из команд, однако ещё до старта очередного сезона заключила договор с клубом «Вашингтон Мистикс». Играла на позиции разыгрывающего защитника. После окончания спортивной карьеры вошла в тренерский штаб команды NCAA «Нортерн Колорадо Беарз». В данное время является ассистентом Кэми Этридж в студенческой команды «Вашингтон Стэйт Кугэрз».

## Ранние годы
Лори родилась 13 мая 1982 года в городе Ньютон (Канзас) в семье Перри и Синди Кейн, у неё есть два брата, Райан и Клинт, училась же она немного севернее, в городе Маундридж, в одноимённой средней школе, в которой выступала за местную баскетбольную команду.